# Đurđa Adlešič
Đurđa Adlešič (Bjelovar, 18. travnja 1960.), hrvatska političarka, potpredsjednica Vlade Republike Hrvatske, bivša predsjednica HSLS-a, bivša gradonačelnica grada Bjelovara.
U ranoj mladosti, živjela je u obližnjem mjestu Tomaš. Nakon srednje škole (Gimnazija Bjelovar, pedagoški smjer) studira komparativnu književnost i filozofiju na Filozofskom fakultetu u Zagrebu), te hrvatski jezik. Radila je u I. osnovnoj školi u Bjelovaru kao nastavnica hrvatskog jezika i knjižničarka. U politici je od 1990. godine, suosnivačica je HSLS-a u Bjelovaru.
Na izborima 1995. je izabrana je za zastupnicu u Zastupnički dom Hrvatskoga sabora i aktivno je radila u Odboru za obitelj, mladež, i šport i Odboru za ratne veterane, te je bila potpredsjednica Komisije za utvrđivanje žrtava rata i poraća. Od veljače 1998., predsjednica je Kluba zastupnika HSLS-a u Zastupničkom domu Hrvatskoga sabora. 
Godine 2000. na izborima je izabrana za zastupnicu u Zastupnički dom po drugi put. Izabrana je za potpredsjednicu HSLS-a i zamjenicu predsjednika 20. svibnja 2000. na 9. saboru HSLS-a. Na lokalnim izborima 2001. izabrana je za gradonačelnicu grada Bjelovara. Godine 2003. izabrana je po treći put za zastupnicu u Hrvatskom saboru te za potpredsjednicu Hrvatskoga sabora i članicu Odbora za informiranje, informatizaciju i medije.
Sudjelovala je na predsjedničkim izborima 2005. kao kandidatkinja. Po drugi put, izabrana je za gradonačelnicu Bjelovara 2005. Krajem kolovoza 2006., dijagnosticiran joj je tumor na mozgu, operirana je i uspješno se oporavlja.
Na parlamentarnim izborima 2007. izborila je zastupničko mjesto na koalicijskoj listi HSS-HSLS. Nakon pregovora s HDZ-om, njezina stranka zajedno s koalicijskim partnerom HSS-om ulazi u Vladu premijera Sanadera, a Đurđa Adlešič dobiva mjesto potpredsjednice Vlade.
Udana je i majka jednog djeteta. Bavila se novinarstvom i jedan je od pokretača prvoga nezavisnog tjednika Bjelovarsko-bilogorske županije "Naše vrijeme".